# Misión de San Miguel Arcángel de la Frontera
La Misión San Miguel Arcángel de la Frontera fue fundada el 28 de marzo de 1787 por el fray dominico Luis Sales, la cuarta misión dominica establecida en la Antigua California. Su objetivo era evangelizar y asentar a los indígenas kumiai de la región.  A lo largo de los años, la misión enfrentó diversos desafíos, incluyendo la disminución de la población indígena y la falta de misioneros.
Finalmente, en 1834, la misión fue abandonada. Aún se pueden apreciar ruinas de la misión en el actual ejido y poblado La Misión, en el valle del arroyo San Miguel a 55 km al sur de Rosarito por la Carretera libre federal 1, y 35 al norte de Ensenada, en el municipio de Ensenada al noroeste de Baja California, México. Existe otra Misión de San Miguel Arcángel en la ciudad de San Miguel, California, EUA.

## Historia
La misión fue construida con el apoyo de seis soldados del Presidio de San Diego y otras cinco personas probablemente de la Misión San Vicente Ferrer. Originalmente, la misión se estableció en otra región localizada a unos cien kilómetros de la Misión de San Vicente Ferrer, en la costa del océano Pacífico. La misión prosperó inicialmente con cultivos y ganadería, pero duró menos de un año y fue reubicada debido a la escasez de agua en su ubicación original. Se trasladó al valle cercano, llamado San Juan Bautista por fray Juan Crespí, hoy Valle de La Misión. 
En este nuevo sitio prosperó con cultivos y ganadería, pero entre 1816 y 1817, inundaciones forzaron nuevamente su traslado al Valle del Descanso, renombrado a la misión como San Miguel La Nueva y luego como Misión El Descanso; algunos historiadores la consideran una misión separada, otros consideran que realmente fue un traslado, pero fueron dos edificaciones distintas. 
En 1800 se contaban 229 almas de los cuales 207 eran indígenas y 22 españoles. En 1824, en su apogeo, albergó 400 personas; hoy quedan pocos vestigios de la misión original y en el Valle del Descanso se conserva parte del piso de la iglesia construida en 1830. La Misión de San Miguel fue abandonada en 1834 por falta de personal. Para 1840, muchas misiones en Las Fronteras habían sido abandonadas y sus tierras traspasadas. La mayoría de estas tierras quedaron en manos de personas sin los recursos necesarios para cumplir con los trámites gubernamentales. 
Para 1849 en un reporte sobre la descripción de la región de la Frontera, desde San Fernando Velicatá hasta el sitio de la Tía Juana, se menciona que San Miguel era el único lugar que se consideró como pueblo por no tener un sacerdote a cargo y tener 40 habitantes. Las tierras ocupadas por las misiones en la península de California fueron reasignadas a través de decretos de secularización, reglamentos, leyes de colonización, ventas, rentas y asignaciones de predios. Este proceso permitió que la familia Crosthwaite adquiriera en 1862 los terrenos que habían pertenecido a la Misión de San Miguel Arcángel de la Frontera, transformándolas en el Rancho La Misión Vieja de San Miguel. En estas tierras se desarrollaron actividades agrícolas, ganaderas, molinos de viento y una parte de la playa.

## El templo de la Misión
El recinto era rectangular, con la iglesia y los barrios residenciales orientadas al este y al sur. Tenía un patio abierto, la única entrada en la que había una gran puerta situada en la esquina sureste del complejo, protegido por un cuartel. El complejo también incluye un canal de riego, cuatro graneros, dos casas, un corral, y otras tres habitaciones.

Los edificios del complejo eran de adobe, con cimientos de piedra redondos, situado a una profundidad de 90 cm, cementados con mortero de arcilla, arena y cal. Los ladrillos de adobe se hicieron con suelo local, agua, barro, arena y paja para hacerlos más resistentes. Las paredes tenían entre 0.9 y 1.1 m de espesor, alcanzaban una altura de 4.5 m y los techos estaban entrelazados con ramas de tule, vigas o baldosas de adobe. Los pisos eran de losetas.

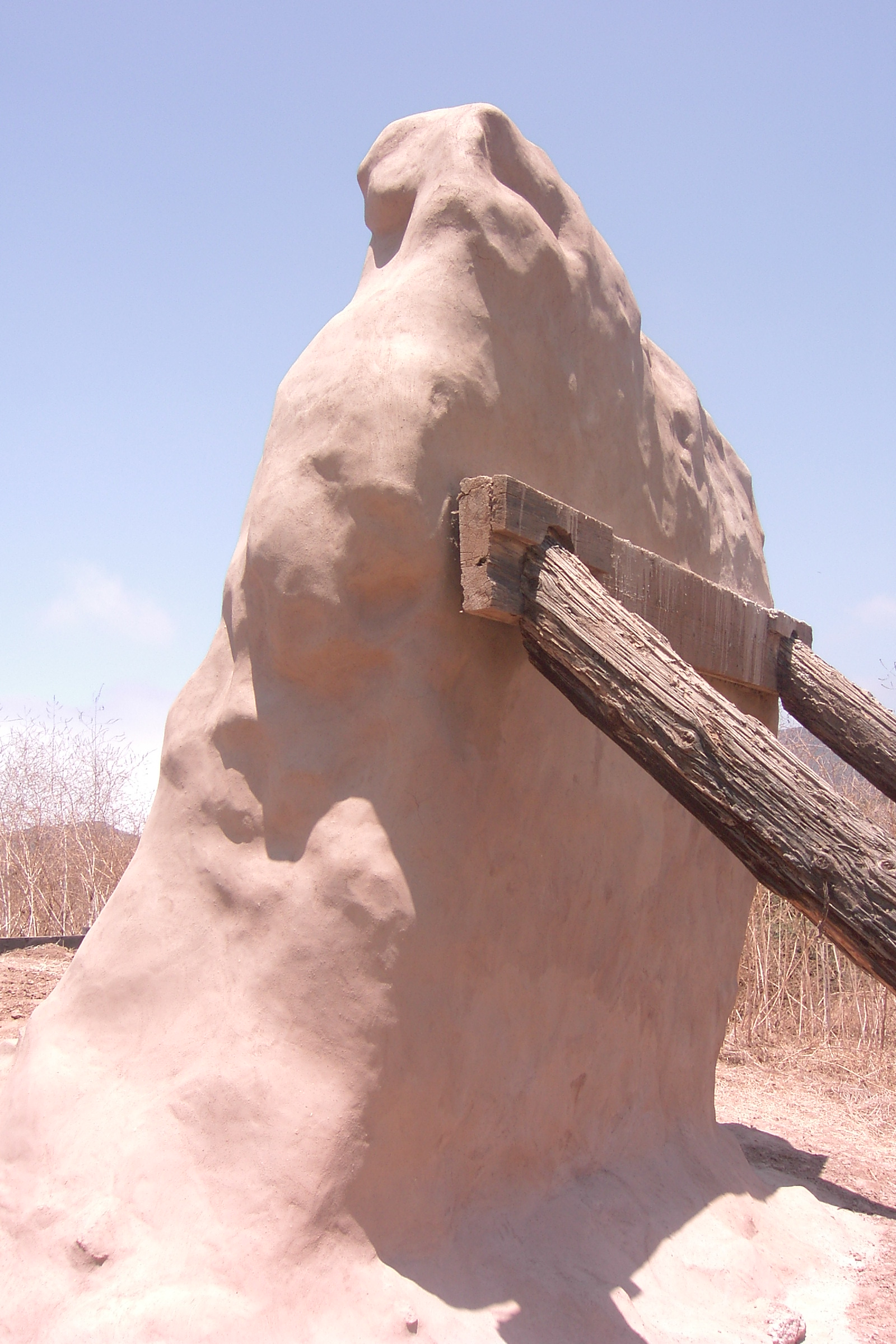
Un pared apuntalada

## Localización y hábitat natural

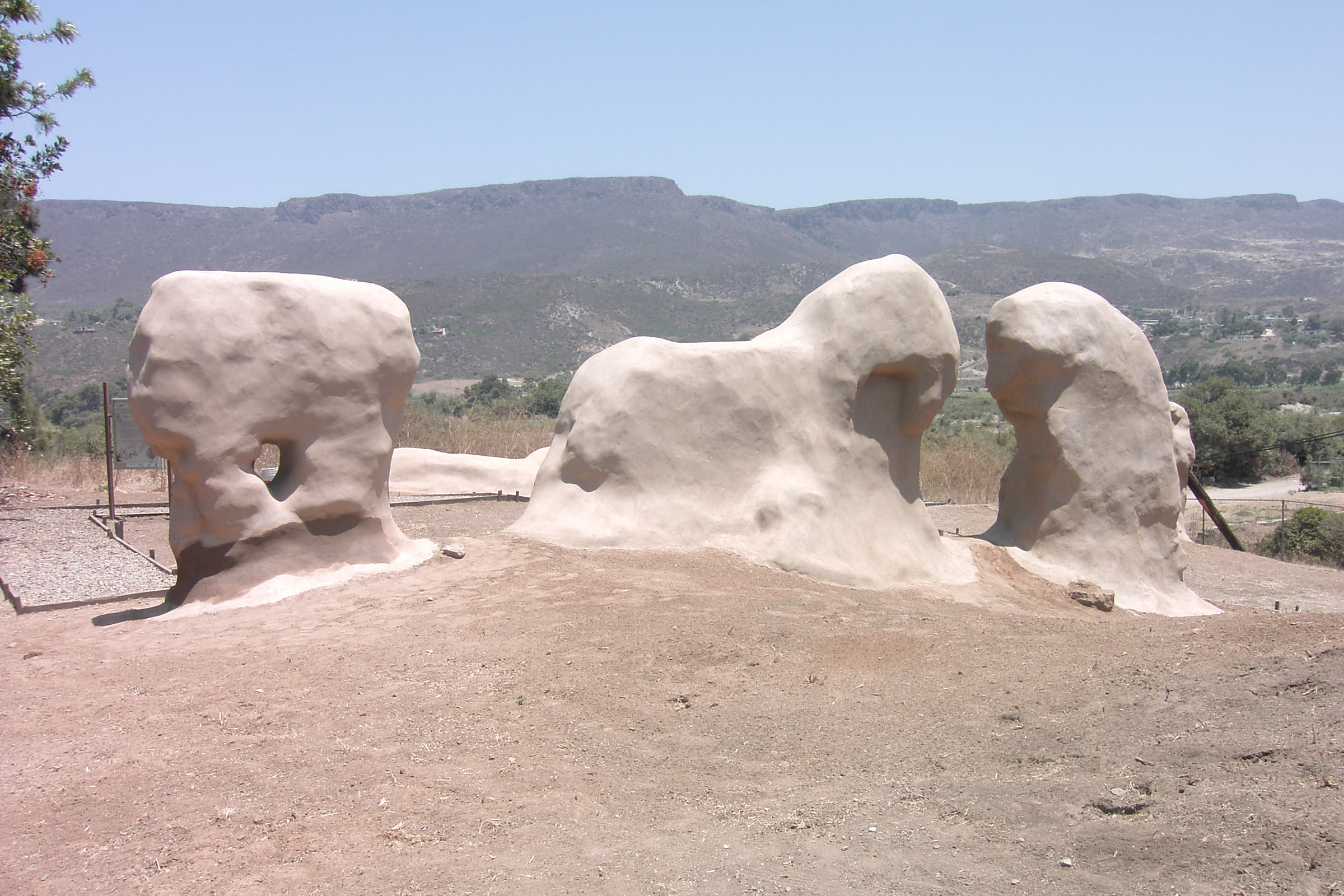
Las tres paredes restantes de la misión, cubiertos por una capa protectora.

La misión se encuentra en la base de una montaña, rodeada de prados y colinas, atravesada por el arroyo San Juan Bautista, también conocido como el río Guadalupe. Además bajando esta corriente se llega al mar, formando un estuario rico en diversos tipos de plantas y animales, tales como garzas blancas y patos silvestres. Los misioneros escribieron en sus diarios sobre el encuentro de pastos abundantes en la zona y más hacia el interior, así como los berros, chía, mangle, tule, matorrales, unos pinos aislados, yuca, mezquite, sicomoros, manzanilla, sauces , y robles de hoja perenne.
Los animales nativos que habitaron la región eran coyotes, linces, castores, topos, conejos, ardillas, ratas y ratones, entre otros. También hubo especies marinas como la lubina, corvina, atún, sardina, boga, pulpo, abulón, almejas y mejillones.
La misión desarrolló la ganadería, con más de 3,000 cabezas de ganado, cabras y ovejas, además de 400 caballos y mulas. Los cultivos agrícolas incluían trigo, maíz, melón, sandía, frijol, lentejas, verduras, uvas y cebada. En su mejor momento, la misión contaba con una población de 229 almas en 1800, incluyendo 207 indígenas y 22 españoles.
La humedad en el San Miguel Arcángel de la Frontera favoreció el desarrollo los rebaños de ganado. Según los informes de los misioneros, tenían más de 3,000 cabezas de ganado, cabras y ovejas, así como 400 caballos y mulas en los prados. Los cultivos agrícolas incluyen trigo, maíz, melón, sandía, frijol, lentejas, verduras, uvas y cebada.

## Conservación
Solo unas cuantas ruinas se conservan. Los esfuerzos de conservación en San Miguel forma parte del Camino Real Misionero de las Californias programa del Instituto Nacional de Antropología e Historia de México (INAH). Fundamentos de las paredes erosionadas se han consolidado. Canales de la lluvia se han construido para desviar el agua y evitar su concentración en la base de los restos. Una de las paredes ha sido apuntalada. Los restos de las paredes están cubiertas por una capa de arcilla, arena, agua, rebanadas de cactus nopal  y estiércol para protegerlas del viento, la luz del sol y la lluvia. 

## Tradiciones y Festividades
La misión inició algunas tradiciones que se extendieron por todo el norte peninsular desde fines del siglo XVIII, sobre todo las asociadas a la ganadería, como la tradición del vaquero. La antigua fiesta patronal de San Miguel Arcángel se perdió en esta región hace muchos años, pero desde hace unos 20 años se ha estado intentando rescatarla y volver a organizarla de nuevo. 